# Esquirol volador de peus peluts
L'esquirol volador de peus peluts (Belomys pearsonii) és una espècie de rosegador de la família dels esciúrids. Viu a Bhutan, la Xina, l'Índia, Laos, Myanmar, el Nepal, Taiwan, Tailàndia i el Vietnam. Es tracta d'un animal nocturn i arborícola. El seu hàbitat natural són els boscos caducifolis secs, tant temperats com tropicals. Està amenaçat per la caça i la destrucció del seu entorn per l'acció humana.
Aquest tàxon fou anomenat en honor del naturalista John Thomas Pearson.